# بيير أندريه تاغييف
بيير أندريه تاغييف (بالفرنسية: Pierre-André Taguieff)‏ ‏ (مواليد 4 أغسطس 1946) فيلسوف وباحث سياسي فرنسي، وهو مؤرّخ للأفكار ويشغل منصب مدير للأبحاث في المركز الوطني الفرنسي للبحث العلمي.
وهو من أب روسي وأم من أصل بولندي، اهتم منذ صغره بالثقافة اليهودية (خصوصا الموسيقى)، على الرغم من أنه ليس يهوديا. في سنة 15 انضم إلى الحزب الاشتراكي الموحد (PSU)، لكن أفكاره بدأت تتجه نحو اللاسلطوية وانتهى به الأمر بترك الحزب. في الستينات درس الفلسفة، والسيميائية واللسانيات في جامعة باريس العاشرة (نانتير). ولمدة عامين (1967-1968) تعمق في دراسة لفكر فريدريك نيتشه. وفي نفس الفترة قدم ترشيحه في الاشتراكية الدولية، لكن بسبب الخلافات الأيديولوجية ابتعد عن التنظيم.
وبسبب خلفيته ومهارته الموسيقية خصوصا في البيانو، شكل مجموعة جاز «رباعية تاغييف»، الذي عزف في عدة أماكن في باريس في ذلك الوقت، خصوصا في بيشيه دو ترتر في مونمارتر.
وابتداءً من السبعينات أصبح مهتما بظاهرة اليمين الجديد في فرنسا، فدخل عالم التحليل السياسي والاجتماعي. ومن ذلك الحين وحتى الآن، كتب على نطاق واسع حول الأشكال الكلاسيكية من العنصرية ومعاداة السامية وتحولاتها المعاصرة، وكذلك في القومية والشعوبية، واليمين المتطرف، والنسوية ويوتوبيا التقدم.

## مؤلفات
قدّم جان بيير تاغييف عشرات الكتب في تخصصات متعددة، من بينها:
- في مواجهة العنصرية
- معنى التقدّم (بالفرنسية: Le Sens du progrès)‏ ‏ (2004)
- حول اليمين الجديد (بالفرنسية: Sur la Nouvelle Droite)‏ ‏(1994)
- عن الشيطان في السياسة (بالفرنسية: Du diable en politique)‏، المركز الوطني الفرنسي للبحث العلمي (2014).[3]
- الوهم الشعبوي (بالفرنسية: L’Illusion populiste)‏ ‏ (2002)